# Dénia
Dénia (în limba  catalană și ca denumire oficială Dénia, neoficial în spaniolă Denia) este un oraș pe coasta de est a  Spania. Acesta se află între  Alicante și Valencia în nordul regiunii  Costa Blanca.
După o istorie furtunoasă care începe în epoca romană când în acest loc s-a înființat un port pentru suportul flotelor cu numele Dianium, trecând prin perioada regatului maur Taifa și o perioadă a marchizilor spanioli  Dénia este astăzi capitală de  comarca Marina Alta și un loc deosebit de vizitat de turiști.

## Istoric
Dénia a fost întemeiată în secolul al VIII-lea  î.Hr. de către greci. În conformitate cu relatările geografice ale vechilor istorici se crede astăzi că Dénia era vechea colonie  „Hemeroskopeion“.

## Cultură și obiective de interes

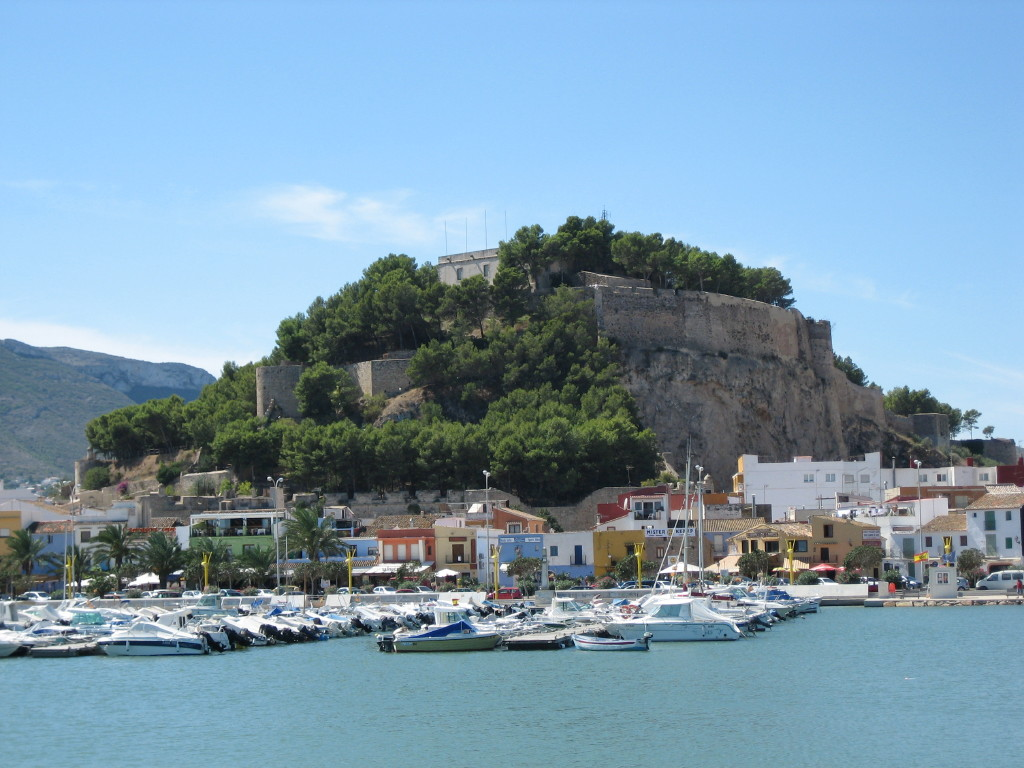
Cetatea din Dénia

### Muzee
- Muzeul arheologic
- Muzeul etnologic
- Muzeul jucăriilor

### Construcții
- Cetatea ridicată de mauri în sec. XI și XII pe vechea fortăreață romană. Garnizoana cetății a fost desființată în 1859. În cetate se află astăzi muzeul de arheologie din Dénia.
- Biserica Înălțătii Maicii Domnului (Iglesia de la Asunción), este o biserică în stil baroc din sec. al XVIII-lea.
- Biserica Sf. Antonie (Iglesia de San Antonio) este o biserică din prima jumătate a secoluului al XVII-lea.

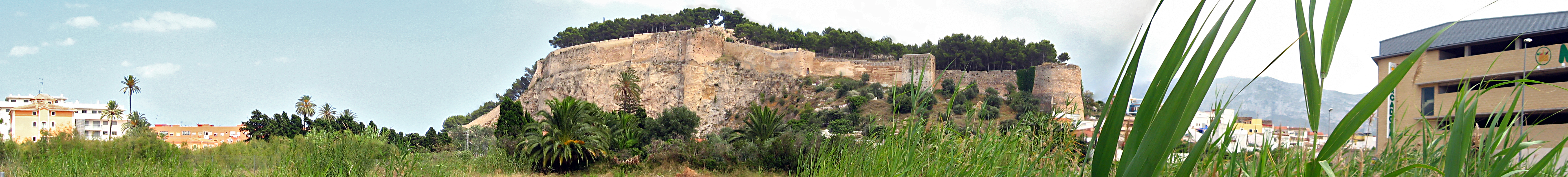
Privelişte panoramică a cetăţii din Dénia. la stânga portul la dreapta oraşul vechi

### Natură și timp liber
Turiștii apreciază în mod deosebit ștrandul de peste 20 de km care se termină în dreptul cartierului Las Rotas printr-o coastă stâncoasă. Plimbările în natură pot fi făcute în rezervația naturală Montgó. În apropierea orașului se află ruine romane, maure și spaniole. Din orașul vecin Javea, în care se află Cabo de la Nao, se von dem sich bei klarem Wetter ein Ausblick auf Ibiza bietet.

## Economia și infrastructura

### Turismul
Dénia este o localitate turistică recunoscută în Spanien. Majoritatea turiștilor vin din Spania, Franza, Belgia, germania și Anglia. Foarte mulți dintre ei și-au cumpărat locuințe de vacanță în denia și în zonele învecinate. (de ex.  Els Poblets).
Cel mai renumit spectacol pentru turiști este evenimentul anual Bous a la Mar.

### Infrastructură
Dénia se află pe autostrada AP 7 care leagă aeroporturile din Alicante și Valencia. Din Denia pleacă feriboturile spre insulele baleare Ibiza și Mallorca. Tramvaiele L9 aparținând de FGV leagă localitatea Dénia de Alicante.

## Localități înfrățite
- Cholet (Franța), din 1996

## Galerie

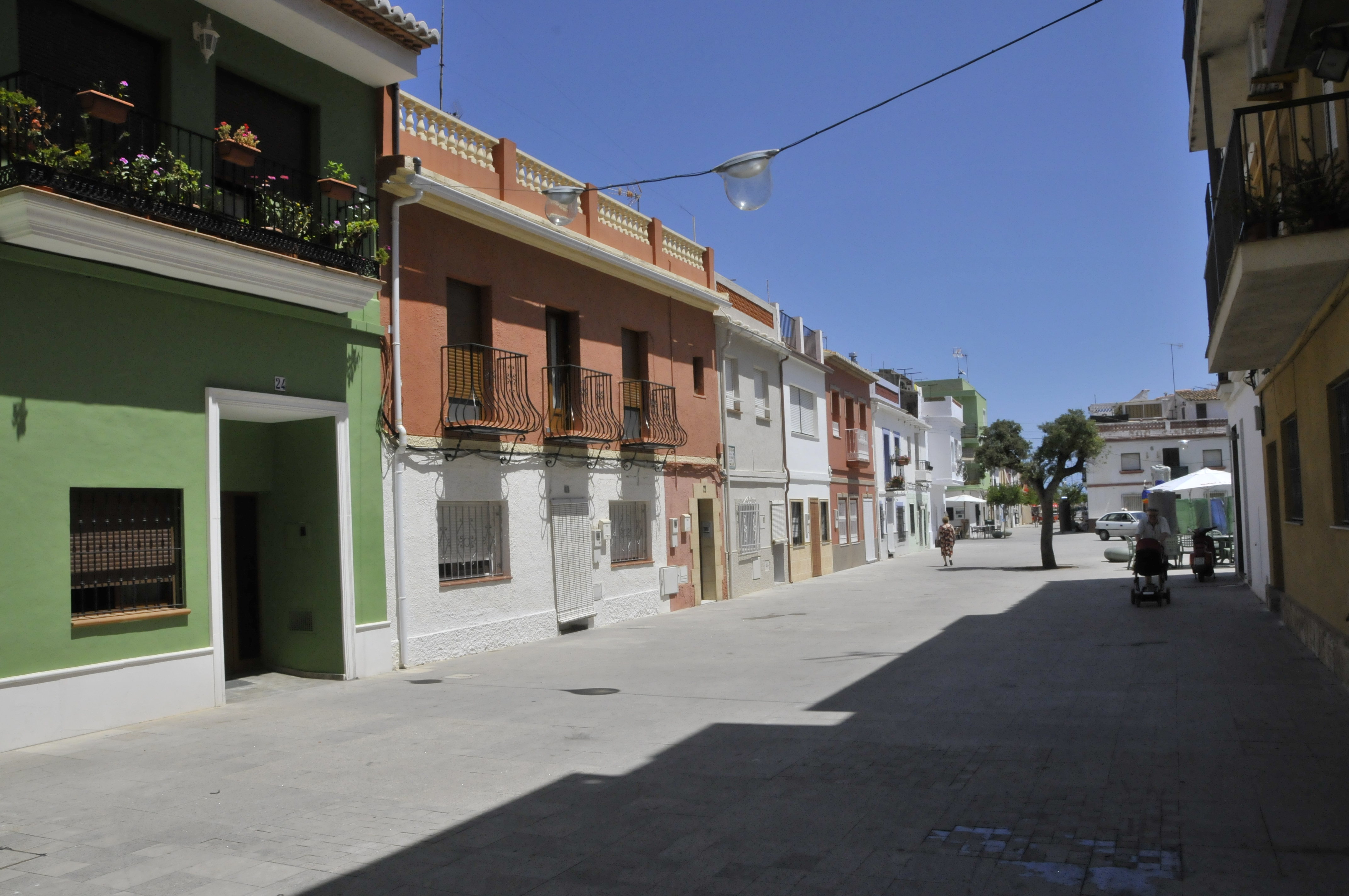
Calle de Sant Pere în oraşul vechi
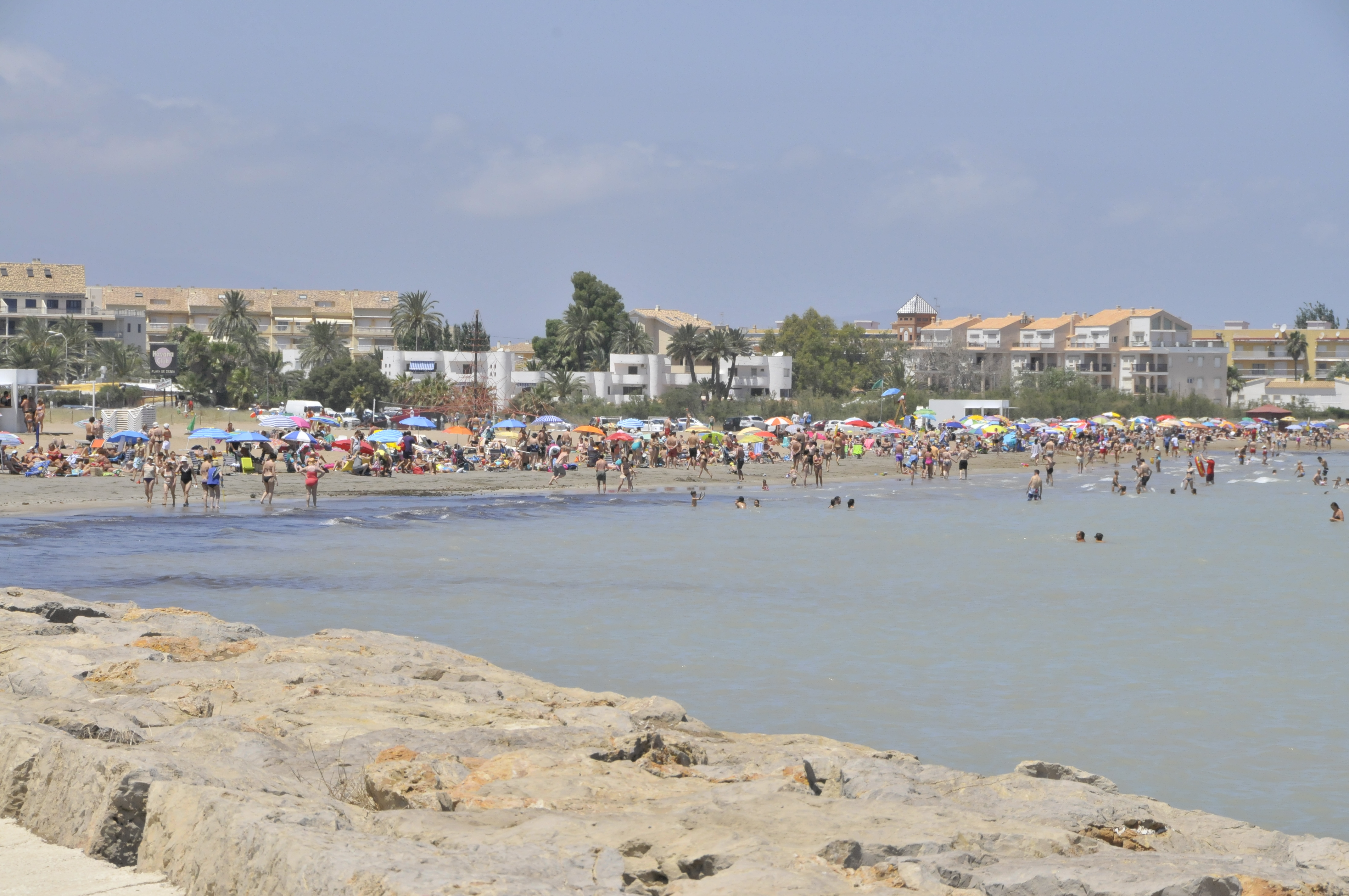
Plaja din Dénia